# Dimorphandra vernicosa
Dimorphandra vernicosa är en ärtväxtart som beskrevs av George Bentham. Dimorphandra vernicosa ingår i släktet Dimorphandra och familjen ärtväxter. Inga underarter finns listade i Catalogue of Life.